# Bella Akhmadulina
Bella (Izabella) Akhatovna Akhmadulina (em russo:  Белла Ахатовна Ахмадулина; Moscou, 10 de abril de 1937 – Peredelkino, 29 de novembro de 2010) foi uma poetisa russa, reconhecida por Joseph Brodsky como uma das melhores da língua russa.